# Challerange
 Challerange  es una población y comuna francesa, en la región de Champaña-Ardenas, departamento de Ardenas, en el distrito de Vouziers y cantón de Monthois.

## Demografía
| 311                       | 341 | 388 | 363 | 406 | 424 | 419 | 424 | 388 | lac. | lac. | 367 | 330 | 327 | 367 | 413 | 414 | 422 | 398 | 384 | 385 | 358 | 462 | 497 | 470 | 475 | 502 | 635 | 643 | 659 | 594 | 514 | 461 | 435 |
| (Fuente: Cassini e INSEE) |     |     |     |     |     |     |     |     |      |      |     |     |     |     |     |     |     |     |     |     |     |     |     |     |     |     |     |     |     |     |     |     |     |